# Miroslav Truc
Miroslav Truc (7. června 1929 Praha – 26. dubna 1996) byl český historik a archivář. 

## Život
Po maturitě na Akademickém gymnáziu studoval v letech 1949–1953 obory dějepis-archivnictví na Filozofické fakultě Univerzity Karlovy. Již za studií pracoval jako pomocná síla v Archivu Univerzity Karlovy. Po absolutoriu pracoval krátce v Ústředním archivu Ministerstva vnitra, záhy však přešel jako pedagog na Katedru československých dějin. V roce 1958 se vrátil do Archivu Univerzity Karlovy, který byl tehdy rozšířen o Ústav pro dějiny Univerzity Karlovy. Zde pak působil jako vědecký pracovník a společně s Františkem Kavkou a Karlem Kučerou se intenzivně podílel na zpracování dějin univerzity. Protože se v roce 1968 účastnil obrodného procesu na rektorátu, byl v roce 1970 v rámci normalizačních represí propuštěn. V letech 1971–1990 pak působil v Památníku národního písemnictví. V roce 1990 se vrátil do Archivu Univerzity Karlovy jako jeho vedoucí. Současně se stal rektorátním tajemníkem Komise pro památkovou ochranu a využití Karolina.Jako historik se Truc zabýval především univerzitními dějinami od pozdního středověku do 20. století, vytvářením edicí pramenů univerzitní provenience a regionálními dějinami jižních Čech ve středověku, zejména písemnostmi z kanceláře pánů z Rožmberka.

## Dílo (výběr)
- Album Academiae Pragensis Societatis Iesu 1573-1617 (1565-1624), Praha : Univerzita Karlova,1968
- Archiv University Karlovy : průvodce po archivních fondech (spoluautor Karel Kučera), Praha : Universita Karlova,1961
- Jan Willenberg : Pohledy na česká města z počátku 17. století : Perokresby : Kat. výstavy, Praha únor-březen 1987 (spoluatorka Helena Domanjová) ,Praha : Památník národního písemnictví,1987
- Karolinum, Praha : Univerzita Karlova,1966
- Matricula facultatis medicae Universitatis Pragensis 1657-1783 (spoluautor Karel Kučera), Praha : Univerzita Karlova,1968
- Rožmberské listiny a kancelář ve 14. století. Zvláštní otisk ze Sborníku archivních prací XXII, 1 (1972)